# Bobby Tench
Bobby Tench (Londra, 21 settembre 1944 – 19 febbraio 2024) è stato un chitarrista britannico.

## Biografia
Raggiunse la notorietà nel 1969, quando entrò, come secondo chitarrista, nel Jeff Beck Group, voluto dal suo leader, dove rimase fino al 1972, anno dello scioglimento del gruppo. Fece inoltre parte degli Streetwalkers e degli Humble Pie negli anni successivi.

## Discografia

### Solista
- 1982 – Chill Gang
- 1986 – Still in Love with You